# Écouché
Écouché és un municipi francès situat al departament de l'Orne i a la regió de Normandia. L'any 2007 tenia 1.389 habitants.

## Demografia

### Població
El 2007 la població de fet d'Écouché era de 1.389 persones. Hi havia 616 famílies de les quals 240 eren unipersonals (108 homes vivint sols i 132 dones vivint soles), 180 parelles sense fills, 148 parelles amb fills i 48 famílies monoparentals amb fills.
La població ha evolucionat segons el següent gràfic:
Habitants censats

### Habitatges
El 2007 hi havia 683 habitatges, 630 eren l'habitatge principal de la família, 13 eren segones residències i 40 estaven desocupats. 477 eren cases i 202 eren apartaments. Dels 630 habitatges principals, 316 estaven ocupats pels seus propietaris, 299 estaven llogats i ocupats pels llogaters i 15 estaven cedits a títol gratuït; 14 tenien una cambra, 68 en tenien dues, 136 en tenien tres, 190 en tenien quatre i 222 en tenien cinc o més. 343 habitatges disposaven pel capbaix d'una plaça de pàrquing. A 353 habitatges hi havia un automòbil i a 165 n'hi havia dos o més.

### Piràmide de població
La piràmide de població per edats i sexe el 2009 era:
| Homes | Edats   | Dones |
| ----- | ------- | ----- |
| 0     | 95 o +  | 8     |
| 8     | 90 a 94 | 24    |
| 4     | 85 a 89 | 36    |
| 12    | 80 a 84 | 32    |
| 48    | 75 a 79 | 36    |
| 36    | 70 a 74 | 64    |
| 24    | 65 a 69 | 52    |
| 36    | 60 a 64 | 40    |
| 44    | 55 a 59 | 40    |
| 40    | 50 a 54 | 52    |
| 24    | 45 a 49 | 40    |
| 48    | 40 a 44 | 44    |
| 28    | 35 a 39 | 36    |
| 52    | 30 a 34 | 32    |
| 64    | 25 a 29 | 48    |
| 40    | 20 a 24 | 32    |
| 24    | 15 a 19 | 28    |
| 32    | 10 a 14 | 36    |
| 44    | 5 a 9   | 28    |
| 40    | 0 a 4   | 28    |

## Economia
El 2007 la població en edat de treballar era de 776 persones, 586 eren actives i 190 eren inactives. De les 586 persones actives 525 estaven ocupades (267 homes i 258 dones) i 61 estaven aturades (30 homes i 31 dones). De les 190 persones inactives 57 estaven jubilades, 55 estaven estudiant i 78 estaven classificades com a «altres inactius».

### Ingressos
El 2009 a Écouché hi havia 600 unitats fiscals que integraven 1.267,5 persones, la mediana anual d'ingressos fiscals per persona era de 15.663 €.

### Activitats econòmiques
Dels 72 establiments que hi havia el 2007, 2 eren d'empreses extractives, 6 d'empreses alimentàries, 5 d'empreses de fabricació d'altres productes industrials, 7 d'empreses de construcció, 17 d'empreses de comerç i reparació d'automòbils, 3 d'empreses de transport, 7 d'empreses d'hostatgeria i restauració, 5 d'empreses financeres, 5 d'empreses de serveis, 11 d'entitats de l'administració pública i 4 d'empreses classificades com a «altres activitats de serveis».
Dels 28 establiments de servei als particulars que hi havia el 2009, 1 era una oficina d'administració d'Hisenda pública, 1 gendarmeria, 1 oficina de correu, 4 oficines bancàries, 1 taller de reparació d'automòbils i de material agrícola, 1 autoescola, 2 guixaires pintors, 2 fusteries, 1 lampisteria, 2 electricistes, 3 perruqueries, 4 veterinaris, 4 restaurants i 1 saló de bellesa.
Dels 12 establiments comercials que hi havia el 2009, 1 era una botiga de més de 120 m², 3 fleques, 2 carnisseries, 1 una peixateria, 2 botigues de roba, 2 drogueries i 1 una joieria.
L'any 2000 a Écouché hi havia 4 explotacions agrícoles.

## Equipaments sanitaris i escolars
L'únic equipament sanitari que hi havia el 2009 era una farmàcia.
El 2009 hi havia 2 escoles elementals. Écouché disposava d'un col·legi d'educació secundària amb 234 alumnes.

## Poblacions més properes
El següent diagrama mostra les poblacions més properes.